# ロベルタ・ラツキ
ロベルタ・シウヴァ・ラツキ（Roberta Silva Ratzke、1990年4月28日 - ）は、ブラジルの女子バレーボール選手。ブラジル代表。

## 来歴

### クラブチーム
クリチバ出身。2006年にパラナ・クルーベに入団し、バレーボール選手としてのキャリアをスタートさせる。2007/08シーズンはマッケンジーECでプレーした。2008/09シーズンから2年間はECピニェイロスで活躍した。2010/11シーズンからはレクソーナ・アデスで9年間プレーした。正セッターとして2012/13シーズンから2017/18シーズンにかけてリーグ6連覇に貢献した。2019/20シーズンはOsasco Voleibol Clubeでプレーし、2020/21シーズンのリーグで3位となった。2021/22シーズンからはポーランドリーグのŁKSコマースコン・ウッチと契約した。2022/23シーズンのタウロンリーガではチームを優勝へ導き、自身もベストセッター賞を受賞した。

### 代表チーム
2008年にジュニアのブラジル代表として南米ジュニア選手権に出場すると金メダルを獲得し、自身もベストセッター賞を受賞した。ユニバーシアードにも2011年・2013年の2大会連続で出場し、それぞれ金メダル、銀メダルを獲得。シニア代表としては2015年より選出され、同年のワールドグランプリ、南米選手権に出場した。2017年からは代表チームで正セッターを務める。同年のワールドグランプリで2連覇に貢献した。2021年開催の東京2020オリンピックで銀メダルを獲得した。2022年、世界選手権に出場し銀メダルを獲得した。2023年、南米選手権で金メダルを獲得し、自身もベストセッター賞を受賞した。同年9月のパリ五輪予選では正セッターとしてパリ五輪の出場権獲得に貢献した。

## 球歴
- オリンピック - 2021年、2024年
- 世界選手権 - 2018年、2022年
- ワールドカップ - 2019年
- グラチャン - 2017年
- ワールドグランプリ - 2015年、2016年、2017年
- ネーションズリーグ - 2018年、2019年、2021年、2022年
- 南米選手権 - 2015年、2017年、2019年、2021年、2023年

## 受賞歴
- 2008年 南米ジュニア選手権 ベストセッター賞
- 2017年 南米クラブ選手権　ベストセッター賞
- 2017年 モントルーバレーマスターズ ベストセッター賞
- 2023年 2022/23ポーランドタウロンリーガ　ベストセッター賞
- 2023年 南米選手権　ベストセッター賞

## 所属クラブ
- パラナ・クルーベ（2006-2007年）
- Circulo Militar do Paraná（2007-2008年）
- マッケンジー・エスポルチ・クルーベ（2008-2009年）
- エスポルチ・クルーベ・ピニェイロス（2009-2010年）
- レクソーナ・アデス（2010-2019年）
- Osasco Voleibol Clube（2019-2021年）
- ŁKSコマースコン・ウッチ（2021-）